# Canon EF 16-35 мм
Canon EF 16-35 мм f/2.8L USM (II) — профессиональный широкоугольный зум-объектив для цифровых фотокамер Canon EOS с байонетом EF.
В начале 2007 года EF 16-35мм f/2.8L USM был заменен на EF 16-35мм f/2.8L II USM.

### Спецификации
- EF 16-35 f/2.8L на русском сайте Canon
- EF 16-35mm f2.8L II USM на русском сайте Canon
- EF 16-35mm f2.8L II USM на европейском сайте Canon  (англ.)
- EF 16-35mm f2.8L III USM на русском сайте Canon

### Обзоры
- EF 16-35mm f/2.8 USM L II (full format) (нем.)
- EF 16-35mm f/2.8L USM  (англ.)
- EF 16-35mm f/2.8L II USM  (англ.)